# Désolé, bon numéro
Désolé, bon numéro (titre original : Sorry, Right Number) est un scénario de Stephen King écrit pour le neuvième épisode de la quatrième saison de la série télévisée américaine Histoires de l'autre monde (Tales from the Dark Side) diffusé en syndication le 22 novembre 1987. Ce scénario a été repris dans le recueil Rêves et Cauchemars paru en 1993.

## Résumé
Katie reçoit un mystérieux et inquiétant appel dont elle n'arrive pas à trouver la provenance. Plus tard dans la nuit, elle trouve son mari décédé d'une crise cardiaque. Cinq ans plus tard, Katie compose accidentellement son ancien numéro.